# 多重服務存取點
多重服務存取點 （英語：multi-service access node，MSAN ），又稱作多重服務存取閘道器 （ MSAG ），是一种通常設置在电信交换局的設備 （有时也會装在路旁的服務區交接箱 ），可用於將客户的电话线連接到核心網路 ，從單一平台提供电话、ISDN和寬頻(像是DSL)等服務 。 
在發展MSAN之前，電信供應商通常擁有包括DSLAM在內的多種獨立設備，為客戶提供各種類型的服務。 MSAN将所有服务整合到单一節點上，藉由IP或异步传输模式，通常可以对所有資料串流进行回程传输，這能夠更加節約成本，比起從前，也能夠更快地向客户提供新服务。 
放置在户外的典型MSAN箱，是由窄頻（POTS）、寬頻（xDSL ）服務、附有整流器的電池、光纖傳輸單元和銅配線架所組成。 